# بوکووینا و تشیسته
بوکووینا و تشیسته (به چکی: Bukovina u Čisté) یک منطقهٔ مسکونی در جمهوری چک است که در ناحیه سمیلی واقع شده‌است. بوکووینا و تشیسته ۴۳۳ متر بالاتر از سطح دریا واقع شده‌است.